# Morazán Norte
Morazán Norte es uno de los 44 municipios de El Salvador ubicado en la región norte del Departamento de Morazán, en El Salvador. Con una extensión de 735.15 km² y una población de 55,667 habitantes. El municipio se organiza en 11 distritos: Arambala, Cacaopera, Corinto, El Rosario, Joateca, Jocoaitique, Meanguera, Perquín, San Fernando, San Isidro y Torola.

## Historia
El municipio de Morazán Norte está conformado por los distritos de Arambala, Cacaopera, Corinto, El Rosario, Joateca, Jocoaitique, Meanguera, Perquín, San Fernando, San Isidro y Torola. Esta región posee una profunda herencia indígena, un legado colonial y un papel crucial en la historia reciente de El Salvador, especialmente durante la guerra civil.

#### Orígenes prehispánicos y la influencia de los cacaoperas
Antes de la llegada de los españoles, la zona estaba habitada principalmente por los cacaoperas, un grupo indígena vinculado a los lencas. Su principal asentamiento estaba en lo que hoy es Cacaopera, que se convirtió en un centro importante para la cultura y el comercio local. Estos pueblos indígenas practicaban la agricultura, cultivando maíz, frijol, cacao y otros productos. Con la colonización española, los cacaoperas fueron sometidos a un proceso de mestizaje y evangelización, aunque muchas de sus tradiciones sobrevivieron y aún son visibles en la identidad cultural de la región.

#### Colonización y desarrollo agrícola
Con la llegada de los españoles en el siglo XVI, la zona pasó a formar parte de las rutas comerciales que conectaban el oriente de El Salvador con Honduras. Los pueblos de San Fernando, San Isidro, Corinto y El Rosario surgieron como asentamientos agrícolas, dedicados principalmente al cultivo de café, caña de azúcar y granos básicos. Sin embargo, debido a la geografía montañosa de la región, la expansión agrícola fue limitada en comparación con otras zonas del país.
A lo largo del siglo XIX y principios del XX, la producción cafetalera se convirtió en una de las principales actividades económicas, especialmente en distritos como Perquín, Meanguera y Jocoaitique. Estas localidades comenzaron a desarrollarse como pequeños centros económicos dentro del departamento de Morazán.

#### Perquín y Meanguera: Epicentros de la guerra civil
Durante la guerra civil salvadoreña (1980-1992), Morazán Norte fue uno de los principales escenarios del conflicto armado. En particular, Perquín y Meanguera fueron bastiones de la guerrilla del FMLN, que estableció en la zona su "Radio Venceremos", una emisora clandestina que transmitía información sobre el conflicto.
Uno de los eventos más trágicos de la guerra ocurrió en el distrito de Meanguera, específicamente en la comunidad de El Mozote, donde en diciembre de 1981 ocurrió una de las masacres más graves en la historia de El Salvador. Tropas del Batallón Atlácatl del ejército salvadoreño asesinaron a cientos de civiles, en su mayoría mujeres y niños, en un acto que ha sido ampliamente documentado como un crimen de lesa humanidad. La masacre de El Mozote sigue siendo un tema de gran relevancia histórica y jurídica en El Salvador.
Por su parte, Perquín, dada su importancia estratégica, fue bombardeado en múltiples ocasiones y se convirtió en un símbolo de la resistencia guerrillera. En la actualidad, la localidad alberga el Museo de la Revolución, un espacio dedicado a preservar la memoria del conflicto y sus efectos en la población.

#### Arambala, Joateca y Torola: Zonas rurales afectadas por el conflicto
Los distritos de Arambala, Joateca y Torola, de carácter predominantemente rural, también sufrieron las consecuencias de la guerra. Muchas de sus comunidades fueron desplazadas debido a los enfrentamientos y los operativos militares. Tras la firma de los Acuerdos de Paz en 1992, estas zonas comenzaron un proceso de reconstrucción y repoblación, aunque muchas familias optaron por emigrar a otras partes del país o al extranjero, especialmente a Estados Unidos.

#### San Fernando, San Isidro y Corinto: Comunidades agrícolas en recuperación
Otros distritos como San Fernando, San Isidro y Corinto fueron menos impactados directamente por los combates, pero igualmente sufrieron los efectos económicos de la guerra. En las décadas siguientes, estas comunidades han buscado recuperar su economía a través de la agricultura y pequeños emprendimientos.

#### Formación del municipio de Morazán Norte
En 2023, como parte de la reorganización territorial de El Salvador, los 11 distritos que conformaban antiguas municipalidades fueron unificados en el nuevo municipio de Morazán Norte. Esta reestructuración tiene como objetivo mejorar la administración pública y fomentar el desarrollo económico en la región.